# Pseudeuchromia chrysaugina
Pseudeuchromia chrysaugina är en fjärilsart som beskrevs av Max Joseph Bastelberger 1907. Pseudeuchromia chrysaugina ingår i släktet Pseudeuchromia och familjen mätare. Inga underarter finns listade i Catalogue of Life.